# Ângelo Alves de Sousa Vaz

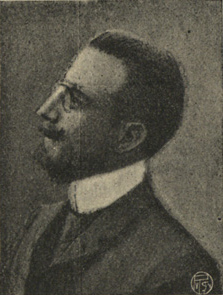
Ângelo Alves de Sousa Vaz

Ângelo Alves de Sousa Vaz (São Mamede, Lisboa, 16 de Fevereiro de 1879 – Santo Ildefonso, Porto, 6 de Dezembro de 1962) foi um médico, político e maçon português.

## Biografia
Filho de Júlio Alves de Sousa Vaz e de sua mulher Maria Vitória Brandão, naturais do Porto (ele da freguesia de Santo Ildefonso e ela da freguesia de São Nicolau). Era irmão mais novo de Júlio Vaz Júnior (Lisboa, Mercês, 3 de Agosto de 1877 – Lisboa, 1963), casado com Emília de Azevedo Mavigné, de ascendência Francesa, Inglesa e Irlandesa.
Estudou no Porto, onde se formou como Bacharel em Medicina pela Escola Médico-Cirúrgica do Porto em 1902 com uma Tese sobre o Neo-Malthusianismo, inovadora em Portugal. Especializou-se em Pediatria em Paris, França, onde frequentou diversas clínicas, viajando, depois, pela Suíça, Bélgica, Grã-Bretanha e Alemanha, exercendo, depois, clínica no Porto. Exerceu funções de Médico-Escolar em diversos Liceus. Foi Professor e Médico-Escolar da Escola Primária Superior de Vila Nova de Gaia, Médico-Escolar do Liceu Alexandre Herculano, instituição de ensino cuja criação, assim como a do Liceu Rodrigues de Freitas, se ficou a dever a uma iniciativa legislativa sua.
A 19 de janeiro de 1905, casou na igreja de Santo António dos Olivais, em Coimbra, com Maria Manuela Machado Guimarães (Sé Nova, Coimbra, 19 de janeiro de 1881 – Porto, 12 de setembro de 1967), filha perfilhada do futuro Presidente da República Portuguesa Bernardino Machado, nascida da relação deste com Beatriz de Jesus Franco (Sé Nova, Coimbra, 2 de janeiro de 1862 – Leiria, 1933). Foram padrinhos de casamento os pais do noivo, o pai da noiva, Bernardino Machado, e a esposa deste, Elzira Dantas Machado. Deste casamento nasceram Júlio Machado de Sousa Vaz e Bernardino Machado de Sousa Vaz, casado com sua tia materna Joana Maria Dantas Machado (1903–1967).
A sua carreira política iniciou-se com a adesão ao Partido Republicano Português, em 1904, de cuja Comissão Municipal do Porto fez parte entre 1905 e 1908. Durante os anos finais do Regime Monárquico, teve importante acção de propaganda, em especial como colaborador da imprensa republicana do Norte do País. Republicano, teve acção de relevo na obra de demolição da Monarquia. Depois da Proclamação da República Portuguesa, após 1910, foi eleito Deputado à Assembleia Nacional Constituinte de 1911 e na Legislatura de 1915-1917, pelo Círculo Eleitoral do Porto, e foi Deputado de 1911 a 1921. Foi, ainda, Presidente da Junta da Paróquia de Santo Ildefonso e Secretário da Junta Autónoma de Melhoramentos do Porto. Ocupou o cargo de Secretário particular de Bernardino Machado, seu sogro, entre outras alturas, quando este, na qualidade de Presidente da República, visitou a Frente de Batalha durante a Primeira Guerra Mundial. Em Abril de 1919, foi nomeado representante do Ministério da Instrução ao Congresso de Higiene Social de Paris.
Deixou publicados livros e artigos da especialidade e da política. A sua obra publicada abrangeu estudos de Pediatria e Saúde Escolar e alguns trabalhos de natureza histórico-biográfica.
Pertenceu à Maçonaria, tendo sido iniciado, em data desconhecida de 1911, na Loja Luz e Vida, do Porto, com o nome simbólico de Saint-Just.
Morreu a 6 de dezembro de 1962, na freguesia de Santo Ildefonso, no Porto.